# Diaphorus stylifer
Diaphorus stylifer är en tvåvingeart som beskrevs av Octave Parent 1933. Diaphorus stylifer ingår i släktet Diaphorus och familjen styltflugor. Inga underarter finns listade i Catalogue of Life.